# Adjohoun
Adjohoun è una città situata nel dipartimento di Ouémé nello Stato del Benin con 64 616 abitanti (stima 2006).